# Leucobryum scabrum
Leucobryum scabrum là một loài rêu trong họ Dicranaceae. Loài này được Sande Lac. mô tả khoa học đầu tiên năm 1866.